# Spánek (povídka)
Spánek (japonsky  眠り, Nemuri) je povídka japonského spisovatele Haruki Murakami z roku 1990. 
Česky kniha vyšla roku 2013 v překladu Tomáše Jurkoviče v nakladatelství Odeon.

## Obsah
Povídka začíná slovy ženy v domácnosti „Je to už sedmnáct dní, co nemůžu spát.“ Její noční život připomíná díky různým nečekaným okolnostem výlet do mimosmyslového prostoru. V tomto zvláštním světě prozkoumává svou rodinu, sama sebe i význam života a smrti.